# Доктор-Костова къща
Къщата на доктор Костов е архитектурна забележителност в град София, България.

## Местоположение
Къщата се намира на улица „Бачо Киро“ № 29 в София.

## История
Построена е през 1928 – 1929 година. Собственикът на къщата доктор Георги Димитров Костов е както лекар, така и фармацевт. По това време баща му Димитър Костов е глава на семейството, преселило от Битоля в българската столица София. На съседния парцел е построена къщата на другия брат, фармацевта Коста Д. Костов.
Къщата оцелява по време на англо-американските бомбардировки на София, за разлика от много съдедски къщи. След Деветосептемврийския преврат долният етаж е национализиран и в него е настанен съветски офицер със семейството си. След падането на тоталитаризма, през 90-те години на XX век семейството успява да си върне къщата, а след това и да направи пълна реставрация на фасадата, максимално близка до оригинала. Къщата е известна и с графита „Прегръдката“ на Станислав Трифонов – Nasimo от 2019 година.
В 1988 година е декларирана като паметник на културата, но в 2005 година е свалена от регистъра.
Към 2024 година в сградата се помещава един от българските филиали на международната неправителствена организация Общоарменски благотворителен съюз „Парекордзаган“.

## Описание
Къщата е масивна, двуетажна. По план е трябвало да бъде триетажна, но последният етаж не е изграден заради Голямата депресия – световната икономическа криза от 1929 година. Поради забавяне от работниците и високата инфлация предвидените средства не стигат за завършване на започнатия последен етаж.
Къщата е типичен образец на българския архотектурен модернизъм, с характерното силно намаляване на орнаментите по фасадите и използване на новаторски за времето си строителни материали и техники.
За разлика от повечето жилищни сгради от този период в София, при строежа на тази къща са излети бетонни плочи между етажите.